# Cornión

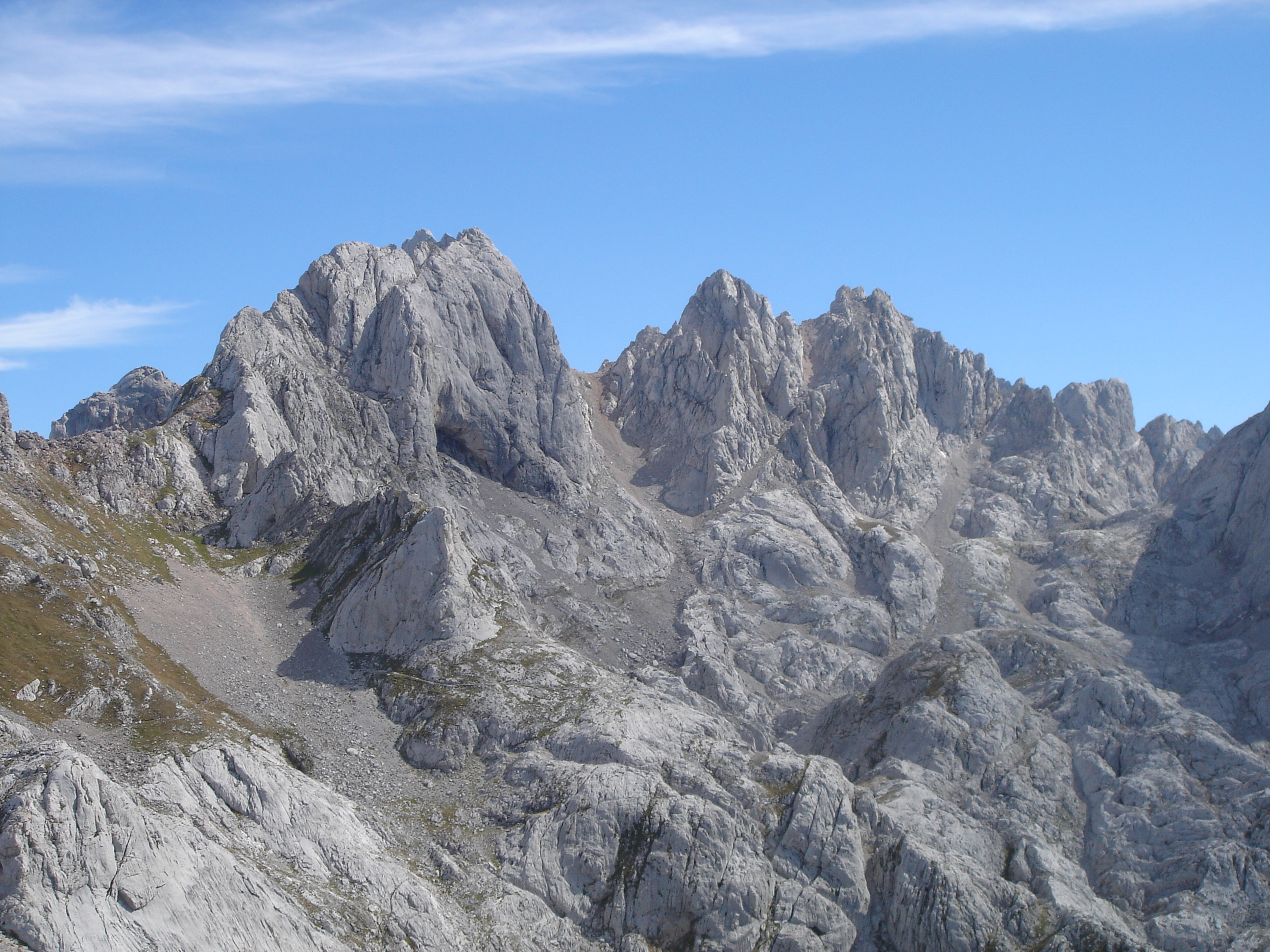
Torre de Santa María

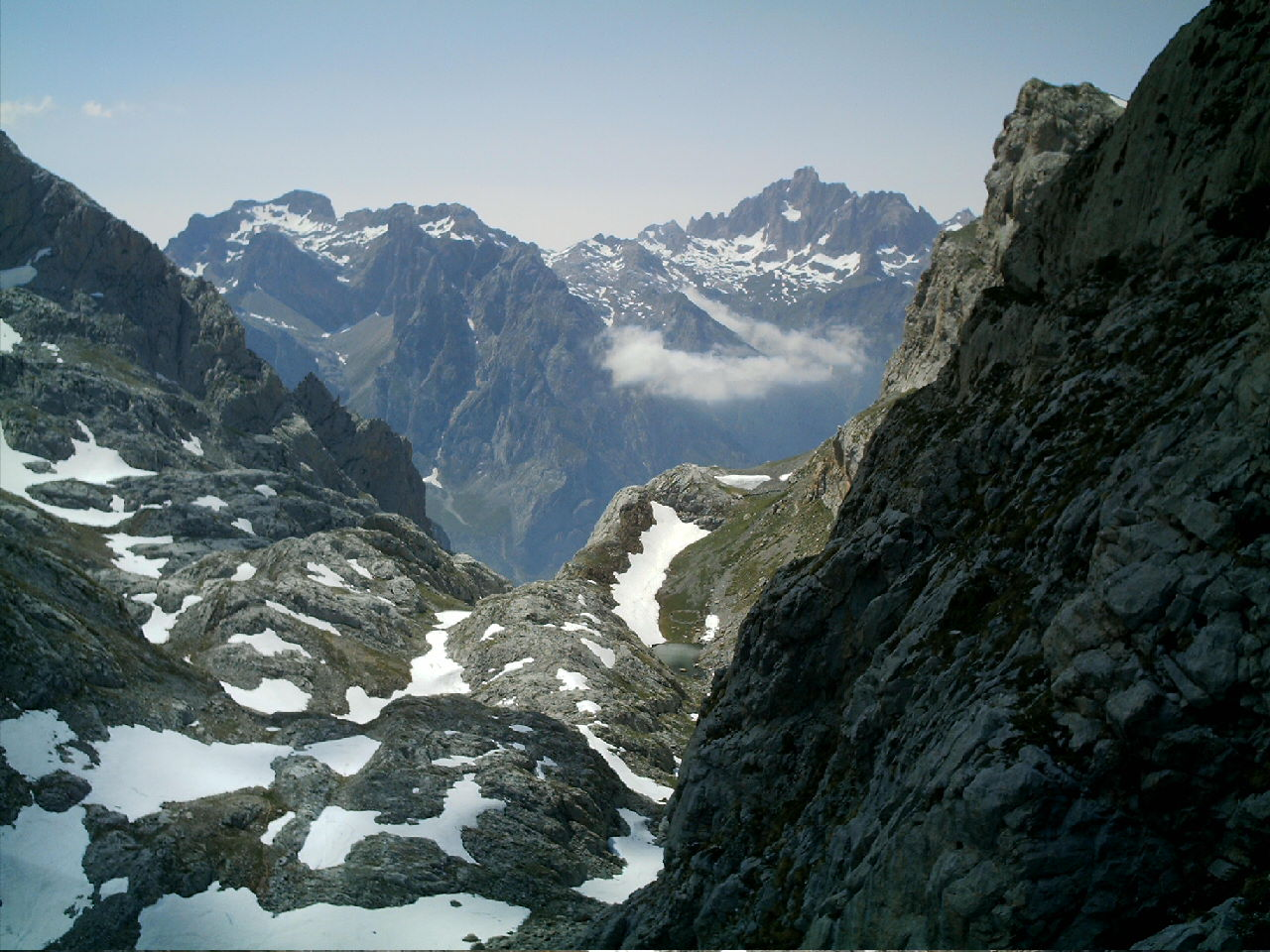
Torre Bermeja i Peña Santa

Cornión – pasmo górskie w Górach Kantabryjskich w północnej Hiszpanii. Szczyty nie osiągają tu takich wysokości jak te najwyższe w pobliskim masywie Picos de Europa, ale niewiele im ustępują. Łańcuch można podzielić na 4 części: północną, najwyższy szczyt to Cabezo Lerosos (1798 m), centralną, najwyższy szczyt to Torre de Santa María (2152 m), rejon Peña Santa, najwyższy szczyt to Peña Santa (2596 m - najwyższy szczyt całego pasma Cornión) i rejon Torre Bermeja, najwyższy szczyt to Torre Bermeja (2400 m).
Pasmo leży na granicy prowincji Asturia i León.
| - Peña Santa - 2596 m, - Torre de Santa María - 2486 m, - Torre de Enmedio - 2467 m, - Aguja José de Prado - 2463 m, - Torre de la Horcada - 2455 m, - Torre del Torco - 2452 m, - Torre de Cebolleda III - 2445 m, - Aguja Alpino - 2438 m, - Aguja de Juan Menéndez - 2435 m, - Aguja Cimadevilla - 2432 m, - Aguja Jovellanos - 2430 m, - Torre de las Tres Marías I - 2420 m, - Torre de Cebolleda II - 2420 m, - Torre de las Tres Marías II - 2417 m, - Porro del Torco - 2415 m, - Torre Bermeja - 2400 m. |